# Naturschutzgebiet Großer Stein
Koordinaten: 50° 43′ 46″ N, 8° 6′ 59″ O
Das Naturschutzgebiet Großer Stein liegt auf dem Gebiet der Gemeinde Burbach (Siegerland) im Kreis Siegen-Wittgenstein in Nordrhein-Westfalen.
Das Gebiet erstreckt sich südöstlich des Kernortes Burbach und nordwestlich des Burbacher Ortsteils Niederdresselndorf. Am nordwestlichen Rand des Gebietes verläuft die B 54 und südlich die Landesstraße L 911. Nordöstlich erstreckt sich das 88,4 ha große Naturschutzgebiet (NSG) Wetterbachtal, südöstlich das 103 ha große Naturschutzgebiet Caan und südlich das 21,6 ha große NSG Hainswinkel.

## Bedeutung
Das etwa 80,2 ha große Gebiet wurde im Jahr 1953 unter der Schlüsselnummer SI-072 unter Naturschutz gestellt. Schutzziele sind
- die Erhaltung eines artenreichen und anspruchsvollen Mischwaldes (Schluchtwald) im Bereich von Basaltklippen und Blockschutthalden,
- die Erhaltung eines Märzenbechervorkommens,
- die Erhaltung und Entwicklung von naturnahen und strukturreichen Linden-Ahorn-Ulmen-Blockwäldern und Buchenwäldern auf einer Kuppe mit einem größeren Basaltblockmeer und
- die Erhaltung und Entwicklung von naturnahen und strukturreichen Buchenmischwäldern mit naturnahen Quellbereichen und Fließgewässern.[2]